# Miguel Gustavo
Miguel Gustavo Werneck de Sousa Martins (Rio de Janeiro, 24 de março de 1922 — Rio de Janeiro, 22 de janeiro de 1972) foi um compositor, jornalista, radialista e poeta brasileiro.

## Biografia
Começou como discotecário da Rádio Vera Cruz em 1941, após largar os estudos aos 19 anos . Mais tarde passou a escrever programas de rádio.
Destacou-se como compositor de jingles, além de ter também feito sucessos como compositor de sambas e marchas. Casous-se com a radialista e vereadora Sagramor de Scuvero Brandão, com quem teve duas filhas.
Mais tarde veio o ciclo dos sambas de breque com Moreira da Silva: O conto do pintor, O rei do gatilho, O último dos Moicanos, O sequestro de Ringo, O rei do cangaço e Morengueira contra 007.
Começou compondo jingles em 1950, dentre os quais o das Casas da Banha, que criou fama e causou polêmica por utilizar um trecho da melodia "Jesus alegria dos homens" de Bach.
Em 1962 compôs, com Jorge Veiga, a peça Brigitte Bardot.
Em 1963 compôs um jingle para o Leite Glória que até hoje é lembrado por muita gente pela forma moderna e criativa que a letra falava sobre as características do produto.
A música A dança da boneca, gravada pelo Chacrinha para o carnaval de 67 foi depois transformada no prefixo do Programa do Chacrinha com ligeiras modificações na letra e se popularizou pelo Brasil inteiro.
Para a Copa do Mundo de 1970, no México, ele compôs o hino Pra Frente Brasil ao participar de um concurso organizado pelos patrocinadores das transmissões dos jogos. Os versos "Noventa milhões em ação, pra frente Brasil, do meu coração…" e a melodia tornaram-se símbolo da seleção canarinho, encobrindo a intenção governista do slogan ufanista utilizado pela ditadura militar na época (a letra original dizia "Setenta milhões em ação". Depois da publicação do Censo Demográfico, foi atualizada para "Noventa milhões em ação").
No mesmo ano de 1970, compôs a canção A saia, inspirado em Miriam Batucada, que a gravou em um compacto para a Musidisc.
Miguel Gustavo faleceu de infarto com apenas 49 anos de idade e seu corpo foi sepultado no Cemitério do Caju, na cidade do Rio de Janeiro.

## Algumas peças populares
- 1952: Baião das Mulheres, Miguel Gustavo e João S. Guimarães
- 1953: Baião do Chofer, Miguel Gustavo
- 1956: A Dança Do Didu, Miguel Gustavo
- 1956: Boate Tra La Lá, Miguel Gustavo
- 1957: A Dança do Bidú, Miguel Gustavo
- 1957: A Fúria Louca de Jean Pouchard, Miguel Gustavo
- 1957: A Menina Canta, Miguel Gustavo
- 1957: Bem Vindo Seja, Miguel Gustavo
- 1958: Brabuletas de Brasília, Miguel Gustavo, Altamiro Carrilho e Carrapicho
- 1959: Baião Triste, Altamiro Carrilho e Miguel Gustavo
- 1962: Bacardy Chá-chá-chá, Miguel Gustavo
- 1970: Bloco Da Lua, Luiz Reis e Miguel Gustavo
- 1970: Brasil Eu Adoro Você, Miguel Gustavo